# Samuel Blenkinsop
Samuel Blenkinsop (ur. 28 października 1988) – nowozelandzki kolarz górski, brązowy medalista mistrzostw świata.

## Kariera
Największy sukces w karierze Samuel Blenkinsop osiągnął w 2011 roku kiedy zdobył brązowy medal w downhillu podczas mistrzostw świata w Champéry. W zawodach tych wyprzedzili go jedynie Brytyjczyk Danny Hart oraz Francuz Damien Spagnolo. W tej samej konkurencji, w kategorii juniorów zdobył srebrny medal na rozgrywanych w 2006 roku mistrzostwach świata w Rotorua. Ponadto w sezonie 2010 Pucharu Świata w kolarstwie górskim zajął trzecie miejsce w klasyfikacji dwonhillu, za Brytyjczykiem Gee Athertonem i Gregiem Minnaarem z RPA.